# U-18-Faustball-Europameisterschaft 2013
Die 11. Faustball-Europameisterschaft für männliche U18-Mannschaften fand 2013 in Vöcklabruck (Österreich) zeitgleich mit der Europameisterschaft 2013 für weibliche U18-Mannschaften statt. Österreich war zum vierten Mal Ausrichter der Faustball-Europameisterschaft der männlichen U18-Mannschaften. Als Gaststarter nahm die U18-Nationalmannschaft aus Namibia teil.

## Vorrunde
Spielergebnisse
| 13.07.2013 | Österreich  | - | Namibia    | 2:0 | (11:4, 11:8)        |
| 13.07.2013 | Deutschland | - | Italien    | 2:0 | (11:5, 11:2)        |
| 13.07.2013 | Deutschland | - | Namibia    | 2:0 | (11:6, 11:7)        |
| 13.07.2013 | Schweiz     | - | Italien    | 2:0 | (11:6, 11:3)        |
| 13.07.2013 | Schweiz     | - | Österreich | 2:1 | (9:11, 12:10, 11:9) |
| 13.07.2013 | Namibia     | - | Italien    | 2:1 | (7:11, 11:7, 11:5)  |
| 13.07.2013 | Deutschland | - | Schweiz    | 0:2 | (5:11, 6:11)        |
| 13.07.2013 | Österreich  | - | Italien    | 2:0 | (11:7, 11:3)        |
| 13.07.2013 | Deutschland | - | Österreich | 2:1 | (11:13, 11:4, 11:6) |
| 13.07.2013 | Namibia     | - | Schweiz    | 0:2 | (8:11, 3:11)        |

## Zwischenrunde
Der Sieger der Vorrunde war direkt für das Finale qualifiziert, der Zweite und der Dritte spielten im Halbfinale um den Finaleinzug, der Vierte und der Fünfte spielen um den Einzug ins kleine Finale.
| 14.07.2013 | Namibia | - | Italien | 3:0 | (11:6, 11:9, 11:9) |

## Halbfinale
| 14.07.2013 | Deutschland | - | Österreich | 3:0 | (11:8, 11:9, 11:1) |

## Finalspiele
| Spiel um Platz 3 | Spiel um Platz 3 | Spiel um Platz 3 | Spiel um Platz 3 | Spiel um Platz 3 | Spiel um Platz 3   | Spiel um Platz 3 |
| ---------------- | ---------------- | ---------------- | ---------------- | ---------------- | ------------------ | ---------------- |
| 14.07.2013       | Namibia          | –                | Österreich       | 0:3              | (9:11, 2:11, 9:11) |                  |
| Finale           |                  |                  |                  |                  |                    |                  |
| 14.07.2013       | Schweiz          | –                | Deutschland      | 3:0              | (11:7, 11:7, 11:4) |                  |

## Platzierungen
| Rang | Land        |
| ---- | ----------- |
| 1.   | Schweiz     |
| 2.   | Deutschland |
| 3.   | Österreich  |
| 4.   | Namibia     |
| 5.   | Italien     |